# ذرائع غزو العراق

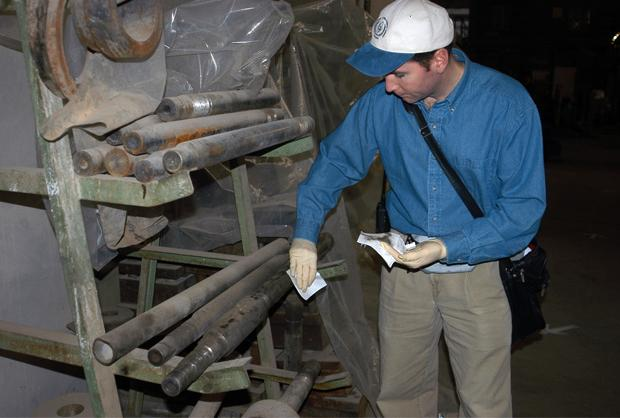
مفتش أسلحة تابع للأمم المتحدة في العراق

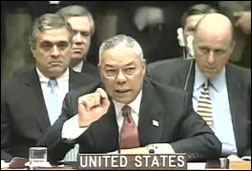
وزير الخارجيّة الأمريكيّ كولين باول يحمل قارورة نموذجية من الأنثراكس أثناء تقديمه لمجلس الأمن التابع للأمم المتحدة في 5 فبراير، 2003.

كانت ذرائع غزو العراق (غزو العراق في عام 2003 وما تلاه من أعمال عدائية) قضية مثيرة للجدل منذ أن بدأت إدارة بوش في الضغط بقوة من أجل التدخل العسكري في العراق في أواخر عام 2001. وقد وضع الترشيد الأولي لحرب العراق في قرار مشترك للكونغرس الأمريكي المعروف بقرار العراق.
وذكرت الولايات المتحدة أن القصد من ذلك هو إزالة «النظام الذي طور واستخدم أسلحة الدمار الشامل، الذي آوى الإرهابيين ودعمهم، ارتكب انتهاكات جسيمة لحقوق الإنسان، وتحدى المطالب العادلة من الأمم المتحدة والعالم». وكانت ذرائع غزو العراق «اعتماد الولايات المتحدة على سلطة قراري مجلس الأمن 678 و687 لاستخدام كل الوسائل الضرورية لإرغام العراق على الامتثال لالتزاماته الدولية».
وفي أثناء الإعداد للغزو، أكدت الولايات المتّحدة والمملكة المتّحدة على الحجة القائلة بأن صدام حسين كان يطوّر أسلحة الدّمار الشّامل وأنه بذلك قدم تهديدًا لجيرانه وللمجتمع العالميّ. وذكرت الولايات المتحدة «أنه يوم 8 نوفمبر 2002 تبنى مجلس الأمن الدولي بالاجماع القرار 1441. ووافق جميع أعضاء مجلس الأمن الخمسة عشر على إعطاء العراق فرصة أخيرة للامتثال لالتزاماته ونزع سلاحه أو مواجهة العواقب الخطيرة لعدم نزع سلاحه. وعزز القرار تفويض لجنة المراقبة والتحقق التابعة للامم المتحدة (انموفيك) والوكالة الدولية للطاقة الذرية، الذي يمنحهم السلطة للذهاب إلى أي مكان، في أي وقت والتحدث مع أي شخص من أجل التحقق من نزع سلاح العراق». وطوال أواخر عام 2001، 2002، وأوائل عام 2003، عملت إدارة بوش على بناء قضية لغزو العراق، والتي توجت بخطاب وزير الخارجية آنذاك كولين باول في فبراير 2003 أمام مجلس الأمن. بعد وقت قصير من الغزو، قامت وكالة المخابرات المركزية ووكالة مخابرات الدفاع وغيرها من وكالات المخابرات بتقويض الأدلة المتعلقة بالأسلحة العراقية، وكذلك على صلة بالقاعدة، وفي هذه المرحلة بدأت إدارتا بوش وبلير في التحول إلى مسوغات ثانوية للحرب، مثل سجل حكومة صدام حسين في مجال حقوق الإنسان وتعزيز الديمقراطية في العراق. وأظهرت استطلاعات الرأي ذلك فقد عارضت شعوب كل الدول تقريبًا حربًا بلا تفويض من الأمم المتحدة، كما ازداد الرأي القائل بأن الولايات المتحدة تشكل خطر على السلام العالمي بشكل ملحوظ. وصف الأمين العام للأمم المتحدة كوفي أنان الحرب بأنها غير قانونية، وقال في مقابلة في سبتمبر 2004 إنها «لا تتفق مع مجلس الأمن».
وأصبحت الاتهامات بوجود أدلة خاطئة ومبررات متغيرة مزعومة نقطة محورية لمنتقدي الحرب التي تقول أن إدارة بوش قد زورت الدليل عن عمد لتبرير الغزو الذي كانت تخطط لشنه منذ فترة طويلة. قادت الولايات المتحدة جهود «إعادة توجيه علماء وفنيِّ ومهندسي أسلحة العراق للدمار الشامل السابقة بالعمل في صفوف المدنيين، كما لم تشجع هجرة هذه الجماعة من العراق».
أعلنت الولايات المتحدة رسمياً انتهاء دورها القتالي في العراق في 31 أغسطس 2010، رغم بقاء الالاف من القوات في البلاد حتى سحب جميع القوات الأمريكية من العراق بحلول ديسمبر 2011؛ وفي أثناء ذلك اشتبكت القوّات الأمريكيّة أيضًا في قتال مع المتمرّدين العراقيّين. ولكن في يونيو 2014، أُعيدت القوات الأميركية إلى العراق بسبب تصاعد عدم الاستقرار في المنطقة، وفي يونيو 2015، بلغ عدد القوات البرية الأمريكية 3,550 جندي.  بين ديسمبر 2011 ويونيو 2014، قدّر مسؤولو وزارة الدفاع أنه كان يوجد ما بين 200 و300 فرد في السفارة الأمريكية في بغداد.

## الخلفية
لم تنته حرب الخليج عام 1991 بشكل كامل أبدا بسبب عدم إنهائها بهدنة رسمياً. ونتيجة لذلك، ظلت العلاقات بين الولايات المتحدة والأمم المتحدة والعراق متوترة، على الرغم من أن صدام حسين أصدر بيانات رسمية تنبذ غزوه للكويت ودفع تعويضات للكويت. حافظت الولايات المتّحدة والأمم المتحدة على سياسة الاحتواء تجاه العراق التي تضمنت عقوبات اقتصاديَّة ومناطق الحظر الجوي العراقيّة التي فرضتها الولايات المتّحدة والمملكة المتّحدة وفرنسا (حتّى إنهاء عمليات حظر الطيران في عام 1998) وعمليات التفتيش المستمرة لبرامج الأسلحة العراقية. في عام 2002، وافق مجلس الأمن الدولي بالإجماع على القرار 1441 الذي يطالب العراق «بالامتثال لالتزاماته الخاصة بنزع السلاح» والسماح بعمليات التفتيش عن الأسلحة.  وزعم منتقدو حرب العراق مثل مفتش الأسلحة السابق سكوت ريتر أن هذه العقوبات وسياسات التفتيش عن الأسلحة مدعومة من كليهما إدارة بوش وكلينتون كانت تهدف بالفعل إلى تعزيز تغيير النظام في العراق.
وقد تحولت السِّاسة الأمريكيّة في عام 1998 عندما وافق الكونغرس الأمريكيّ ووقع الرّئيس بيل كلينتون على «قانون تحرير العراق» بعد أن أنهى العراق تعاونه مع مفتشي الأسلحة التابعين للأمم المتّحدة في أغسطس الماضي.  وقد جعل القانون من السياسة الأمريكيّة الرّسميّة دعم جهود إزالة النّظام الذي يقوده صدام غير أنه قال: «لا يوجد في هذا القانون أي تفسير يسمح باستخدام القوات المسلحة للولايات المتحدة أو يتحدث بأي شكل آخر». هذا التشريع على النقيض من الشروط الواردة في قرار مجلس الأمن التابع للأمم المتحدة 687، والتي لم تذكر أي تغيير في النظام.
وبعد مرور شهر على صدور «قانون تحرير العراق» شنت الولايات المتحدة وبريطانيا حملة قصف على العراق أطلق عليها «عملية ثعلب الصحراء».  وكانت ذرائع غزو العراق هو إعاقة قدرة حكومة صدام حسين على إنتاج أسلحة كيميائيّة وبيولوجيّة ونوويّة ولكنّ أفراد الأمن القومي الأمريكيون
ذكروا أنَّهم يأملون في أن يساعد ذلك في إضعاف قبضة صدام حسين على السلطة.
وقد دعا برنامج حملة الحزب الجمهوري لانتخابات عام 2000 إلى " التنفيذ الكامل " لقانون تحرير العراق وإبعاد صدام حسين. وكان مستشارو بوش الرئيسيون، ومنهم نائب الرّئيس ديك تشيني ووزير الدّفاع دونالد رامسفيلد ونائب رامسفيلد بول ولفويتس، مؤيّدين لفترة طويلة لغزو العراق، وساهموا في تقرير سبتمبر 2000 من مشروع القرن الأمريكيّ الجديد الذي طالب باستخدام غزو العراق كوسيلة للولايات المتّحدة للعب دور أكثر دوامًا في أمن منطقة الخليج..." بعد مغادرة الإدارة، قال وزير خزانة بوش السابق بول أونيل إن "التخطيط للطوارئ" لشن هجوم على العراق كان مخططًا له منذ الافتتاح، وأن أول اجتماع لمجلس الأمن القومي انطوى على مناقشة الغزو. قال الجنرال المتقاعد هيو شيلتون، الرئيس السابق لهيئة الأركان المشتركة، إنه لم يرى شيئًا يشير إلى أن الولايات المتحدة كانت قريبة من مهاجمة العراق في وقت مبكر من ولاية بوش.
وعلى الرغم من الاهتمام الذي أعرب عنه مستشارو بوش الرئيسيون بغزو العراق، إلا أن التحرك الرسمي نحو غزو العراق كان ضئيلًا حتى هجمات الحادي عشر من سبتمبر 2001.  وقال المساعدون الذين كانوا مع وزير الدّفاع دونالد رمسفلد في مركز القيادة العسكريّة القوميّة في 11 سبتمبر، أن رمسفلد طلب: «الأفضل معلومات سريعة. حكم ما إذا كان جيدًا بما يكفي لضرب صدام حسين في نفس الوقت. ليس أسامة بن لادن فحسب.» كما نقلت الملاحظات أيضًا عن قوله «اذهب بشكل ضخم» و«اجتاحهم جميعًا. الأمور ذات الصلة وغير ذات الصلة.»

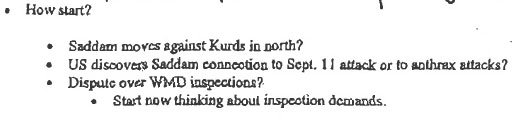
مقتطفات من مذكرة دونالد رامسفيلد المؤرخة 27 نوفمبر 2001

وفي الأيام التي تلت الحادي عشر من سبتمبر مباشرة، ناقش فريق الأمن القومي التابع لإدارة بوش بنشاط غزو العراق. مذكرة كتبها الوزير رامسفيلد بتاريخ 27 نوفمبر 2001 تنظر في حرب أمريكية عراقية. ويطرح جزء من المذكرة سؤال «كيف تبدأ؟»، مع ذكر العديد من المبررات المحتملة للحرب الأمريكية العراقية. واختارت تلك الإدارة بدلًا من ذلك اقتصار الرد العسكري الأولي على أفغانستان. بدأ الرئيس بوش في وضع الأساس العام لغزو العراق في خطاب حالة الاتحاد في يناير 2002، وقال «إن الولايات المتحدة الأمريكية لن تسمح لأخطر أنظمة العالم بتهديدنا بأكثر أسلحة العالم تدميراً». وخلال العام التالي، بدأت إدارة بوش في الضغط من أجل الحصول على دعم دولي لغزو العراق، الحملة التي توجت بعرض وزير الخارجيّة كولين باول في 5 فبراير 2003 أمام مجلس الأمن التابع للأمم المتحدة. ومع ذلك، كشف تقرير 5 سبتمبر 2002 من اللواء جلين شافير أن مديرية الاستخبارات J2 التابعة لهيئة الأركان المشتركة خلصت إلى أن معرفة الولايات المتحدة بمختلف جوانب برنامج أسلحة الدمار الشامل العراقي تتراوح من صفر إلى حوالي 75% وأن المعرفة كانت ضعيفة بشكل خاص فيما يتعلق بجوانب برنامج محتمل للأسلحة النووية: «إن معرفتنا ببرنامج الأسلحة النووية العراقي تستند إلى حد كبير - ربما 90% - إلى تحليل المعلومات المخابراتية غير الدقيقة»، كما استنتجوا ذلك؛  «تعتمد تقييماتنا بشكل كبير على افتراضات تحليلية والحكم بدلا من الأدلة الصلبة.  قاعدة الاثبات هي نادرة على وجه الخصوص بالنسبة للبرامج النووية العراقية».
بعد الفشل في الحصول على دعم الأمم المتحدة للحصول على تفويض إضافي من الأمم المتحدة، شنت الولايات المتحدة، جنباً إلى جنب مع المملكة المتحدة والوحدات الصغيرة من أستراليا وبولندا والدنمارك، غزوًا في 20 مارس 2003 تحت سلطة قراري مجلس الأمن التابع للأمم المتحدة 660 و678.

### قرار حرب العراق

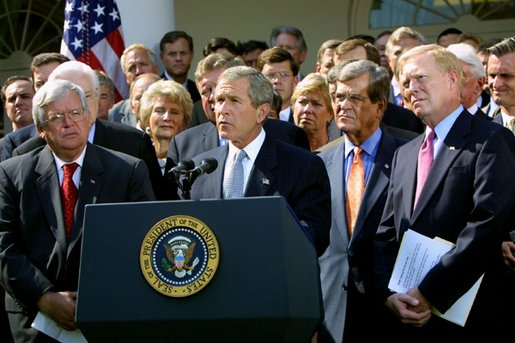
الرئيس جورج بوش المحاط بقادة مجلس النواب ومجلس الشيوخ يعلن عن قرار مشترك يجيز استخدام القوات المسلحة الأمريكية ضد العراق يوم 2 أكتوبر 2002.

في أكتوبر 2002، ذكر قرار حرب العراق الصادر عن الكونغرس الأمريكي العديد من العوامل لتبرير استخدام القوة العسكرية ضد العراق:
- عدم امتثال العراق لشروط اتفاق وقف إطلاق النار لعام 1991، بما في ذلك التدخل في مفتشي الأسلحة التابعين للأمم المتحدة.
- وتشكل أسلحة الدمار الشامل العراقية المزعومة وبرامج تطوير هذه الأسلحة «تهديداً للأمن القومي للولايات المتحدة والسلام والأمن الدوليين في منطقة الخليج العربي».
- «القمع الوحشي للسكان المدنيين» في العراق.
- «قدرة العراق ورغبته في استخدام أسلحة الدمار الشامل ضد دول أخرى وشعبه».
- عداء العراق للولايات المتحدة كما تجلى في محاولة اغتيال الرئيس السابق جورج دبليو بوش في عام 1993 وإطلاق النار على طائرات التحالف التي تنفذ مناطق حظر الطيران في أعقاب حرب الخليج في عام 1991.
- ومن المعروف أن أعضاء تنظيم القاعدة الذي يتحمل مسؤولية الهجمات على الولايات المتحدة ومواطنيها ومصالحها بما في ذلك الهجمات التي وقعت في 11 سبتمبر 2001 موجودون في العراق.
- «استمرار العراق في مساعدة وإيواء منظمات إرهابيّة دوليّة أخرى»، بما في ذلك المنظّمات الإرهابيّة المناهضة للولايات المتّحدة.
- وقد دفع العراق مكافأة لأسر الانتحاريين.
- الجهود التي يبذلها الكونغرس والرئيس لمكافحة الإرهابيين، بما في ذلك إرهابيي 11 سبتمبر 2001 وأولئك الذين ساعدوهم أو قاموا بإيوائهم.
- تفويض الدستور والكونغرس للرئيس بمكافحة الإرهاب ضد الولايات المتحدة.
- وكانت الحكومات في تركيا والكويت والمملكة العربية السعودية تخشى من صدام حسين، وكانت تريد الإطاحة به من السلطة.
- واستشهد القرار بقانون تحرير العراق لعام 1998، فأكد مجدداً أنه ينبغي أن تكون سياسة الولايات المتحدة هي إزالة نظام صدام حسين وتشجيع إحلال الديمقراطية.

وقد طلب القرار من جهود الرّئيس بوش الدّبلوماسيّة في مجلس الأمن التابع للأمم المتحدة للحصول على إجراء فوري وحاسم من قبل مجلس الأمن لضمان تخلي العراق عن استراتيجيّته الخاصة بالتأخير والتهرب وعدم الامتثال والالتزام السريع والحاسم بجميع قرارات مجلس الأمن ذات الصلة." فوض الولايات المتحدة باستخدام القوة العسكرية "للدفاع عن الأمن القومي للولايات المتحدة ضد التهديد المستمر الذي يشكله العراق؛ وإنفاذ جميع قرارات مجلس الأمن الدولي ذات الصلة بشان العراق".

## أسلحة الدمار الشامل
إن اعتقاد الحكومة الأمريكية بأن العراق كان يطور أسلحة دمار شامل، كان يستند إلى وثائق زعمت المخابرات الأمريكية المركزية أنها لا يمكن الوثوق بها.[28]
وقال جورج بوش الذي تحدث في أكتوبر 2002 «السياسة المعلنة للولايات المتحدة هي تغيير النظام... ولكن إذا كان [صدام حسين] سيلبي جميع شروط الأمم المتحدة، فإن الشروط التي وصفتها بوضوح جدا من حيث أن الجميع يمكن أن يفهمها. وهذا في حد ذاته سيشير إلى أن النظام قد تغير».[29] وبالمثل، في أيلول/سبتمبر 2002، قال توني بلير، في رد على
السّؤال البرلمانيّ أن «تغيير النّظام في العراق سيكون شيئا رائعا.  وهذا ليس الغرض من عملنا;  إن هدفنا هو نزع أسلحة الدمار الشامل في العراق...»[30] في نوفمبر/تشرين الثاني من ذلك
وفي العام الماضي، صرح توني بلير أيضًا بأن "هذا هو هدفنا، أي نزع السلاح، وليس تغيير النظام".  والآن أنا أعتقد أن نظام صدام نظام قمعي وحشي جدا أعتقد أنه يلحق ضررا كبيرا بالشعب العراقي... لذا لم يكن لدي أدنى شك في أن صدام سيء جدا للعراق. ولكن من ناحية أخرى، ليس لدي أدنى شك في أن الغرض من التحدي الذي نواجهه من الأمم المتحدة هو نزع أسلحة الدمار الشامل، فهو ليس تغيير النظام".[31] في الصحافة
وقال جورج بوش في مؤتمر في 31 يناير/كانون الثاني 2003: «يجب على صدام حسين أن يفهم أنه إذا لم ينزع سلاحه، من أجل السلام، فإننا، مع الآخرين، سننزع سلاح صدام حسين».[32] حتى الآن
صورة كمبيوتر لمنشأة إنتاج متنقلة مزعومة للأسلحة البيولوجية، قدمها كولين باول في مجلس الأمن التابع للأمم المتحدة.  إن غياب الدليل الأكثر جوهرية يقوض مصداقية الخطاب على الساحة الدولية.  وتساءل الخبراء الروس عن احتمال وجود مثل هذه المرافق المتنقلة، التي تشكل خطورة بالغة ويصعب إدارتها.
وفي 25 شباط/فبراير 2003، قال توني بلير امام مجلس العموم البريطاني «اننى اقدر نظامه.  ولكن حتى الآن يستطيع إنقاذه من خلال الامتثال لطلب الأمم المتحدة.  وحتى الآن، نحن على استعداد للذهاب إلى الخطوة الاضافية لتحقيق نزع السلاح سلميا». ]33[
وكما لخص وزير الخارجية باول في عرضه الذي قدمه في الخامس من فبراير/شباط 2003 إلى مجلس الأمن الدولي، فإن "الحقائق وسلوكيات العراق تبين أن صدام حسين ونظامه يخفون جهودهم لإنتاج المزيد من أسلحة الدمار الشامل".[34] في 11 فبراير/شباط 2003، وقد أدلى مدير مكتب التّحقيق الفيدراليّ روبرت مولر بشهادته للكونجرس بأن "العراق قد انتقل إلى أعلى قائمتي.  وكما سبق أن أطلعنا على هذه اللجنة، فإن برنامج العراق لأسلحة الدمار الشامل يشكل تهديدا واضحا لأمننا الوطني، وهو تهديد سيزداد بالتأكيد في حالة القيام بعمل عسكري ضد العراق في المستقبل.  إن بغداد لديها القدرة، ونحن نفترض أن لديها الإرادة اللازمة للاستخدام
الأسلحة البيولوجية والكيميائية والإشعاعية ضد الأهداف الأميركية المحلية في حالة الغزو الأميركي".[35][36]
10 إبريل، 2003, السكرتير الصحفي للبيت الأبيض آري فليشر
وكررت ذلك، «ولكن لا يخطئ - كما قلت سابقا - لدينا ثقة عالية في أن لديهم أسلحة دمار شامل.  هذا هو ما كانت عليه هذه الحرب وهو.  ولدينا ثقة كبيرة في أنه سيتم العثور عليه».[37] وعلى الرغم من تأكيد إدارة بوش الثابت على أن برامج الأسلحة العراقية تبرر الغزو، فإن نائب وزير الدفاع السابق بول وولفويتز ألقى في وقت لاحق بظلال من الشك على اقتناع الإدارة وراء هذه الذرائع بقوله في مقابلة مايو/أيار 2003: «ولأسباب بيروقراطية، حسمنا على قضية واحدة - أسلحة الدمار الشامل - لأنها كانت السبب الوحيد الذي يمكن للجميع الاتفاق عليه».[38]
وبعد الغزو، وعلى الرغم من البحث الشامل الذي قاده فريق مسح العراق والذي يضم أكثر من 1400 عضو، لم يتم العثور على أي دليل على برامج الأسلحة العراقية. بل على العكس من ذلك، خلص التحقيق إلى أن العراق قد دمر جميع المخزونات الرئيسية من أسلحة التدمير الشامل
توقف الإنتاج في عام 1991 عندما فرضت الجزاءات. [39][40][41] أدى الإخفاق في العثور على أدلة على برامج أسلحة عراقية عقب الغزو إلى جدل كبير في الولايات المتحدة وفي جميع أنحاء العالم، بما في ذلك مزاعم منتقديها للحرب بأن إدارتي بوش وبلير تعمدا استغلال وإساءة استخدام المعلومات الاستخباراتية للضغط من أجل غزو.

### عمليات تفتيش تابعة للأمم المتّحدة قبل الغزو
بين عامي 1991 و 1998، كلف مجلس الأمن التابع للامم المتحدة لجنة الامم المتحدة الخاصة لنزع السلاح بالبحث عن أسلحة الدمار الشامل العراقية وتدميرها.  وفي عام 1996، اكتشفت اللجنة الخاصة أدلة على استمرار البحوث المتعلقة بالاسلحة البيولوجية
أشرفت على تدمير موقع الحكم لإنتاج الأسلحة البيولوجية - الذي يزعم أنه تحول إلى مصنع لإطعام الدجاج، مع الاحتفاظ بأسوار الأسلاك الشائكة والدفاعات المضادة للطائرات. [42][43] في عام 1998، سكوت
ووجد ريتر، قائد فريق تفتيش تابع للجنة الخاصة، ثغرات في سجلات سجناء أبو غريب عند التحقيق في مزاعم استخدام السجناء لاختبار أسلحة الجمرة الخبيثة.  وعندما طلبت الحكومة العراقية شرح الوثائق المفقودة، اتهمت ريتر بأنه يعمل لحساب وكالة الاستخبارات المركزية ورفضت التعاون مع اللجنة الخاصة.
في 26 أغسطس/آب 1998، أي قبل شهرين تقريبًا من أمر الولايات المتحدة بسحب مفتشي الأمم المتحدة من العراق، استقال سكوت ريتر من منصبه بدلًا من المشاركة فيما أسماه "وهم الحد من التسلح". وفي خطاب استقالته إلى السفير بتلر،[44] كتب ريتر: "الحقيقة المحزنة هي أن العراق اليوم لم يتم نزع سلاحه. ... ولدى اللجنة الخاصة سبب وجيه للاعتقاد بأن هناك أعدادا كبيرة من الاسلحة المحظورة والعناصر ذات الصلة ووسائل صنع هذه الاسلحة التي لم يعرف مصائرها في العراق اليوم ... لقد كذب العراق على اللجنة الخاصة والعالم منذ اليوم الأول بشأن النطاق والطابع الحقيقيين وفي 7 سبتمبر/أيلول 1998، وفي شهادة أمام لجنة القوات المسلحة والعلاقات الخارجية بمجلس الشيوخ،[45] سأل جون ماكين (يمين، أريزونا) سكوت ريتر. وما إذا كانت لدى اللجنة معلومات استخباراتية تشير إلى أن العراق قد جمع عناصر ثلاثة أسلحة نووية وما كان يفتقر إليه هو المواد الانشطارية.  ورد ريتر قائلا: "لدى اللجنة الخاصة معلومات استخبارية تشير إلى وجود عناصر ضرورية لثلاث أسلحة نووية تفتقر إلى المواد الانشطارية.  نعم يا سيدي".
وفي 8 نوفمبر، 2002, أصدر مجلس الأمن التابع للأمم المتحدة القرار رقم 1441, الذي يعطي العراق فرصة أخيرة للامتثال لالتزاماته بنزع السلاح بما في ذلك عمليّات التفتيش غير المقيدة من قبل لجنة المراقبة والتحقق والتفتيش التابعة للأمم المتحدة (أنموفيك) والوكالة الدولية للطاقة الذرية.  وقبل صدام حسين القرار في 13 تشرين الثاني/نوفمبر وعاد المفتشون إلى العراق بتوجيه من رئيس لجنة المراقبة والتحقق والتفتيش (انموفيك) هانس بليكس ومدير الوكالة الدولية للطاقة الذرية محمد البرادعي.  وبين ذلك الوقت ووقت الغزو «لم تجد الوكالة الدولية للطاقة الذرية دليلا أو مؤشرا معقولا على إحياء برنامج للاسلحة النووية في العراق»؛  وقد خلصت الوكالة الدولية للطاقة الذرية إلى ذلك
والواقع أن بعض البنود التي كان يمكن استخدامها في أجهزة الطرد المركزي للتخصيب النووي، مثل أنابيب الألومنيوم، كانت مخصصة لاستخدامات أخرى. [46] ولم تعثر لجنة الأمم المتحدة للرصد والتحقق والتفتيش على أدلة على استمرار أو
استئناف برامج أسلحة الدمار الشامل" أو كميات كبيرة من الاصناف المحظورة.  وقد أشرت لجنة الأمم المتحدة للرصد والتحقق والتفتيش على تدمير عدد صغير من الرؤوس الحربية الكيميائية الفارغة، و 50 لترا من غاز الخردل الذي أعلنه العراق وقام فريق الأمم المتحدة الخاص بحبسه في عام 1998، وكميات معملية من سليفة غاز الخردل، إلى جانب حوالي 50 صاروخ من نوع الصمود من تصميم ادعى العراق أنه لم يتجاوز المدى المسموح به البالغ 150 كيلومترًا، ولكنه سافر لمسافة تصل إلى 183 كيلومترًا في الاختبارات.  وقبل الغزو بفترة وجيزة، ذكرت لجنة الأمم المتحدة للرصد والتحقق والتفتيش أن التحقق من امتثال العراق للقرار سيستغرق "أشهرا"
1441.[47][48][49]

### البحث الرسمي بعد الغزو
وبعد الغزو، تم تكليف مجموعة مسح العراق، برئاسة الأمريكيّ ديفيد كاي، بالبحث عن أسلحة الدّمار الشّامل.  وخلص المسح في نهاية المطاف إلى أن الإنتاج العراقي لاسلحة الدمار الشامل قد توقف وأن جميع المخزونات الرئيسية قد دمرت في عام 1991 عندما فرضت جزاءات اقتصادية، غير أن الخبرة الفنية اللازمة لاستئناف الإنتاج بمجرد رفع الجزاءات قد تم الحفاظ عليها.  وخلصت المجموعة أيضا إلى أن العراق واصل تطوير صواريخ بعيدة المدى تحظرها الأمم المتحدة حتى قبل غزو 2003 مباشرة.
وفى تقرير مؤقت صدر يوم 3 أكتوبر من عام 2003، ذكر كاي أن المجموعة «لم تعثر بعد على مخزونات من الأسلحة»، ولكنها اكتشفت «عشرات من أنشطة البرامج المتعلقة بأسلحة الدمار الشامل» بما فيها المختبرات السرية «الملائمة لمواصلة بحوث الحرب الكيماوية والبيولوجية ضد الفحم». مجمع مختبري للسجن «يمكن استخدامه في الاختبار البشري لوكلاء BW»، زجاجة من بكتيريا C. botulinum Okra B الحية في منزل أحد العلماء، وأجزاء صغيرة ووثائق عمرها اثنا عشر عاما «كان ذلك مفيدا في استئناف تخصيب اليورانيوم»، مركبات جوية غير مأهولة معلنة جزئيا ووقود غير معلن لصواريخ سكود التي تتجاوز حدود الأمم المتحدة التي تبلغ 150 كلم، «شبكات محلية وأعمال تصميم متقدمة لصواريخ جديدة طويلة المدى تصل مداها إلى 1000 كلم على الأقل»، محاولات للحصول على تكنولوجيا صواريخ بعيدة المدى من كوريا الشمالية. وتدمير الوثائق في مباني المقر في بغداد.  لا شيء من
وانطوت برامج اسلحة الدمار الشامل على إنتاج نشط;  وبدلا من ذلك، يبدو أنها تستهدف الاحتفاظ بالخبرة اللازمة لاستئناف العمل بمجرد إسقاط الجزاءات.  أفراد عراقيون
وقد أشار متورطون في الكثير من هذا العمل إلى أن لديهم أوامر بإخفاء الأمر عن مفتشي الأسلحة التابعين للأمم المتحدة.[50][51]
بعد أن تولى تشارلز ديلفر السلطة من كاي في يناير 2004, قال كاي في جلسة استماع بمجلس الشّيوخ "كنا
وكاد كل شيء خاطئ" بشأن امتلاك العراق مخزونات من أسلحة الدّمار الشّامل، ولكنّ نتائج فريق دعم السلام الأخرى جعلت العراق "أخطر" مما كان يعتقد قبل الحرب. [52][53] في مقابلة،
وقال كاي إنه تم نقل «الكثير» من برنامج أسلحة الدمار الشامل للحكومة العراقية السابقة إلى سوريا قبيل غزو عام 2003، وإن لم يكن يتضمن مخزونات كبيرة من الأسلحة.[54]
وفي الثلاثين من سبتمبر/أيلول 2004، أصدر فريق دعم التنفيذ الدولي، تحت قيادة تشارلز ديلفر، تقريرًا شاملًا.  وذكر التقرير أن «قدرة العراق على أسلحة الدمار الشامل قد دمرت أساسا في عام 1991» وأن صدام حسين ركز فيما بعد على إنهاء العقوبات و«الحفاظ على قدرته على إعادة تشكيل أسلحة الدمار الشامل التي يملكها عندما رفعت العقوبات».  ولم يتم العثور على أي دليل على استمرار الإنتاج النشط لأسلحة الدمار الشامل بعد فرض العقوبات في عام 1991، على الرغم من أن «صدام نجح في الفترة 2000-2001، في تخفيف الكثير من آثار العقوبات».[55]
وخلص التقرير في استنتاجاته الرئيسية إلى أن "صدام حسين سيطر على النظام العراقي لدرجة أن قصده الاستراتيجي كان وحده... ولم يكن للنظام السابق إستراتيجية مكتوبة رسمية أو خطة لاحياء أسلحة الدمار الشامل بعد الجزاءات.  كما لم يكن هناك مجموعة محددة من صانعي أو مخطّطي سياسات أسلحة الدّمار الشّامل منفصلين عن صدام.  بل إن ملازميه فهموا أن هدف إحياء أسلحة الدمار الشامل هو ارتباطه الطويل بصدام وتعليقاته الكلامية وتوجيهاته غير المتكررة، ولكن الحازمة." وأشار التقرير أيضا إلى أن "إيران كانت الدافع البارز لسياسة [أسلحة الدمار الشامل العراقية]. ... وكانت الرغبة في الموازنة بين إسرائيل واكتساب المركز والنفوذ في العالم العربي هي الأخرى من الاعتبارات. ولكن الأمر الثاني". وقد ذكرت إضافة التقرير في مارس/آذار 2005 "استنادا إلى الأدلة المتاحة في الوقت الحاضر، رأت مجموعة الدول المستقلة أنه من غير المحتمل أن يكون النقل الرسمي لمواد أسلحة الدمار الشامل
من العراق إلى سوريا حدث.  غير أن الفريق لم يتمكن من استبعاد الحركة غير الرسمية للمواد ذات الصلة بأسلحة الدمار الشامل المحدودة".[40][56]
وفي 12 يناير 2005, تخلت القوّات المسلّحة الأمريكيّة عن البحث الرّسميّ.  النسخ المستنسخة من الاجتماعات عالية المستوى داخل حكومة صدام حسين قبل الغزو متوافقة مع استنتاج ISG بأنه دمر مخزوناته من أسلحة الدمار الشامل لكنه حافظ على الخبرة لإعادة الإنتاج.[57]

### اكتشاف أسلحة كيميائية
أثناء البحث عن أسلحة الدّمار الشّامل بعد الغزو، قامت القوّات الأمريكيّة والبولنديّة بالعثور على أسلحة كيميائيّة مخادعة كانت في عهد الحرب العراقية الإيرانية.  وقد أدت هذه الاكتشافات إلى قول السيناتور السابق ريك سانتوروم (يمين) والنائب بيتر هويكسترا (يمين-ميشيغان) إن الولايات المتحدة عثرت بالفعل على أسلحة دمار شامل في العراق.[41]
وقد عارض هذه التّأكيدات بشكل مباشر ديفيد كاي، المدير الأصليّ لمجموعة مسح العراق، وخليفته تشارلز ديلفر.  وقال كاي ودولفر إن الأسلحة الكيميائية التي عثر عليها ليست «أسلحة الدمار الشامل» التي كانت الولايات المتحدة تبحث عنها. وأضاف كاي أن الخبراء في الأسلحة الكيميائية العراقية هم في «اتفاق بنسبة 100% تقريبا» على أن غاز السارين المضاد للأعصاب الذي تم إنتاجه في الثمانينات لن يكون خطيرا وأن الأسلحة الكيميائية التي تم العثور عليها كانت «أقل»
سمية من معظم الأشياء التي لدى الأميركيين تحت مطبخهم تغوص في هذه المرحلة".  وفي رد على ذلك، قال هويكسترا "أنا متأكد 100 في المائة مما إذا كان ديفيد كاي قد أتيحت له الفرصة للنظر في التقارير.. وقد وافق على ذلك. وهذه الأشياء فتاكة ومميته".[58] وقد وصف تشارلز ديلفر، في معرض مناقشته للنتائج التي توصل إليها التقرير بشأن "الأمة"، هذه الذخائر الكيميائية المتبقية بأنها خطرة ولكنها ليست مميتة.
وما وجدناه، سواء كالأمم المتحدة أو في وقت لاحق عندما كنت مع مجموعة مسح العراق، هو أن بعض هذه الجولات سوف يكون لها عامل متدهور للغاية، ولكنها لا تزال خطيرة.  أنت تعرف، هو يستطيع كنت خطر محلّية.  وإذا حصل عليه أحد المتمردين وأراد خلق خطر محلي، فقد تنفجر.  عندما كنت أدور مجموعة مسح العراق، كان لدينا زوجان تم إحضارهما إلى هذه المجموعات، وهي الأجهزة المتفجرة المرتجلة.  ولكنها تشكل مخاطر محلية.  وهي ليست سلاحا رئيسيا، كما تعلمون، من أسلحة الدمار الشامل.[59]
تم اكتشاف الأسلحة الكيميائيّة المتدهورة لأول مرة في مايو 2004, عندما تم استخدام قذيفة غاز الأعصاب ثنائي السارين في عبوة ناسفة محلية الصنع (قنبلة على جانب الطّريق) في العراق.  وانفجرت العبوة قبل أن يتم نزع سلاحها، وعرض جنديان أعراض تعرض السارين للتعرض.  ولم تكن القذيفة التي عيار 155 ملم تحمل علامات أو تزييف كما لو كانت قذيفة عادية عالية الانفجار، مما يشير إلى أن المتمردين هم الذين
لم يكن الجهاز على علم أنه يحتوي على غاز الأعصاب.  وفي وقت سابق من الشهر، عثر على قذيفة تحتوي على غاز الخردل مهجورة في وسط طريق في بغداد.[60][61]
وفي يوليو 2004، عثرت القوّات البولنديّة أيضًا على دليل على وجود أسلحة كيميائيّة متدهورة عندما اكتشفوا المتمرّدين الذين يحاولون شراء رؤوس غاز السيكلوسارين التي تم إنتاجها أثناء حرب العراق وإيران.  وفي مجهوداتهم لإحباط حصول المتمرّدين على هذه الأسلحة، اشترت القوّات البولنديّة صاروخين في 23 يونيو 2004.  وفي وقت لاحق، قررت القوات المسلحة الأمريكية أن الصاروخين كانا يتعقبان فقط عناصر من السارين كانت صغيرة للغاية وتدهورت لدرجة أنها غير ضارة بالفعل، وأنه «لن يكون لهما أي تأثير إذا استخدمها المتمردون ضد قوات التحالف».[62]

### الاستنتاجات
وقد أثار عدم العثور على مخزونات من أسلحة الدمار الشامل في العراق جدلا كبيرا، لا سيما في الولايات المتحدة. دافع الرّئيس الأمريكيّ جورج دبليو. بوش ورئيس وزراء المملكة المتّحدة توني بلير عن قرارهم بشن الحرب، زاعمين أن العديد من الدّول، حتّى تلك المعارضة للحرب، تعتقد أن حكومة صدام حسين تطوّر أسلحة الدمار الشامل بشكل نشط.
واتهم منتقدون مثل رئيس اللجنة الوطنية الديمقراطية هوارد دين إدارة بوش وبلير عمدا
أدلة مزورة لبناء قضية للحرب. [64] وقد تعززت هذه الانتقادات مع صدور ما يسمى بمذكرة داوننغ ستريت في عام 2005، التي كتبها في يوليو/تموز 2002، والتي كتب فيها رئيس المخابرات العسكرية البريطانية السابق أن "المخابرات والحقائق كانت
أن تكون ثابتة حول سياسة" إبعاد صدام حسين عن السلطة.[65]
وبينما أضفت مذكرة داونينج ستريت وفضيحة اليورانيوم الكعكة الصفراء المصداقية على الادعاءات بأن المخابرات قد تم التلاعب بها، فإن تحقيقين من الحزبين، أحدهما من قبل المخابرات بمجلس الشيوخ
وعلى هذا فإن النبأ السيئ هو أن الأمم المتحدة أثبتت عدم تفاوتها مع المهمة المتمثلة في منع النظام المارق من سرقة بعض أمواله.  والنبأ السار هنا هو أن نفس آلية الأمم المتحدة أثبتت أنها مساوية لمهمة منع نفس النظام من إرسال أسلحة الدمار الشامل، وتطوير الأسلحة النووية، وإعادة تشكيل تهديد عسكري لجيرانها.  وقد يستنتج أغلب المراقبين أن الأمم المتحدة، برغم عدم كفايتها في الإشراف المالي، كانت على حق في تحديد أولوياتها بكل تأكيد.  إن نظام العقوبات الذي فرضته الأمم المتحدة على العراق، بما في ذلك برنامج النفط مقابل الغذاء، يستحق الفحص الدقيق، ليس لأنه فضيحة، على الرغم من الفضيحة التي أحاطت به، بل لأنه في الإجمال يشكل الاستخدام الأكثر نجاحًا للعقوبات الدولية على الإطلاق.  توثيق أسباب هذا النجاح وموراته
اللجنة والاخرى من قبل المخابرات العراقية المعينة خصيصا 		هام كتصحيح
النقائص التي سمحت للمارق
اللجنة التي يرأسها تشارلز روب ولورانس سيلبرمان،
النظام، بتواطؤ مع
لم تجد أيّ دليل على الضّغط السّياسيّ الذي تم تطبيقه على المخابرات
دولي لا ضمير له
المحللون. [66] تقييم مستقل من قبل Annenberg Public
رجال الأعمال، إلى صناديق من
ووجد مركز السياسات أن مسئولي إدارة بوش يسيئون استخدام تلك السياسة 		عراقي تديره الأمم المتحدة
الاستخبارات في اتصالاتهم العامة.  على سبيل المثال، نائب 		الحسابات.[63]
بيان الرّئيس ديك تشيني في سبتمبر 2002 حول لقاء مع 		شهادة على المقارنة
تقييم الأمم المتحدة
الصحافة "نعرف بالتأكيد المطلق أنه (صدام)
حفظ السلام من قبل جيمس
يستخدم نظام الشراء الخاص به للحصول على المعدات التي يحتاج إليها
من أجل تخصيب اليورانيوم لبناء سلاح نوويّ" كان 		تم تقديم Dobbins قبل
غير متوافق مع وجهات نظر مجتمع المخابرات في 		لجنة مجلس النواب الأمريكي
الوقت.[66] 		الشؤون الخارجية في عام 2007
وقد توصلت دراسة اشترك في كتابتها مركز النزاهة العامة إلى أنه في العامين اللذين سبقان 11 سبتمبر 2001، كان الرئيس الأعلى
وقد أدلى مسئولو الإدارة بـ 935 تصريح كاذب، في حملة علاقات عامّة منظمة إلى
ولتحفيز الرأي العام لصالح الحرب، وأن الصحافة كانت متواطئة إلى حد كبير في تغطيتها غير النقدية للأسباب التي دفعتها إلى شن الحرب. [67][68] معلق PBS بيل مايرز قد قدم نقاط مماثلة
وخلال الفترة التي سبقت حرب العراق وقبل مؤتمر صحفي وطني حول حرب العراق[69] تنبأ مايرز بشكل صحيح "12 مرة على الأقل خلال هذا المؤتمر الصحفي سيتحتج به [الرئيس] في الحادي عشر من سبتمبر
والقاعدة لتبرير هجوم وقائي على دولة لم تهاجم أميركا.  لكن الصحافة في البيت الأبيض لن تطرح أسئلة صعبة الليلة عن تلك الادعاءات".[70][71] Moyers في وقت لاحق أيضا
استنكر تواطؤ الصحافة في حملة الإدارة للحرب، قائلا أن الإعلام «سلم استقلاله وشكوك الانضمام إلى حكومة [الولايات المتحدة] في مسيرة إلى الحرب».
وان الإدارة «احتاجت لصحافية ممتثلة، لتنقل دعائمها كاخبار وابتهاجها».[71]
وقد أعرب الكثيرون في مجتمع المخابرات عن أسفهم الصادق على التنبؤات المعيبة بشأن برامج الأسلحة العراقية.  وفي شهادته أمام الكونجرس في يناير 2004, قال ديفيد كاي، المدير الأصليّ لمجموعة مسح العراق، بشكل قاطع أنه "اتضح أننا جميعًا على خطأ، ربما في
الحكم، وهذا أمر مزعج للغاية".[72] وأضاف فيما بعد في مقابلة أن مجتمع المخابرات يدين للرئيس باعتذار.[73]
وفي أعقاب الغزو، أولي اهتمام كبير أيضا لدور الصحافة في تعزيز الادعاءات الحكومية المتعلقة بإنتاج أسلحة الدمار الشامل في العراق.  بين عامي 1998 و2003، ونشرت صحيفة نيويورك تايمز وغيرها من الصحف الأمريكية ذات النفوذ مقالات عديدة عن برامج إعادة التسلح العراقية المشتبه فيها والتي تحمل عناوين رئيسية مثل «العمل العراقي تجاه قنبلة» و«العراق المشتبه في قيامه بجهود سرية في حرب الجرثومية»، ثم تبين فيما بعد أن العديد من مصادر هذه المقالات لا يمكن الاعتماد عليها. وأن البعض كانوا مرتبطين بأحمد شلبي، المنفي العراقيّ الذي له علاقات وثيقة مع بوش
الإدارة التي كانت مؤيدًا ثابتًا للغزو.[74][75][76]
وهناك أيضا بعض الجدل بشأن ما إذا كان الغزو قد زاد أو خفض احتمالات الانتشار النووي.  فعلى سبيل المثال، قامت الوكالة الدولية للطاقة الذرية في موقع القاعدة في كانون الثاني/يناير 2003 بإغلاق مئات الأطنان من المتفجرات عالية الاستعمال المزدوجة الاستخدام التي يمكن استخدامها في تفجير المواد الانشطارية في سلاح نووي.  وقبل الغزو مباشرة، فحص مفتشو الامم المتحدة ابواب المحبس المغلقة، ولكن ليس المحتويات الفعلية;  كما كان في المخابئ أعمدة تهوية كبيرة لم تكن مختومة.  وبحلول تشرين الأول/أكتوبر، لم تعد المواد موجودة.  وأعربت الوكالة الدولية للطاقة الذرية عن قلقها من أن تكون المواد قد نهبت بعد الغزو، مما يشكل تهديدا بالانتشار النووي.  أطلقت الولايات المتّحدة صور الأقمار الصّناعيّ من
17 مارس، تظهر الشاحنات في الموقع كبيرة بما فيه الكفاية لإزالة كميات كبيرة من المواد قبل أن تصل القوّات الأمريكيّة إلى المنطقة في إبريل.  وفي نهاية المطاف، ذكر الرائد أوستين بيرسون من فرقة العمل، وهو فرقة عمل مكلفة بتأمين وتدمير الذخيرة العراقية بعد الغزو، أن فرقة العمل قد أزالت نحو 250 طنا من المواد من الموقع وفجرتها أو استخدمتها لتفجير ذخائر أخرى.  وأثيرت مخاوف مماثلة بشأن مواد أخرى مزدوجة الاستخدام، مثل الألومنيوم عالي القوة؛  وقبل الغزو، استشهدت الولايات المتحدة بها كدليل على برنامج الاسلحة النووية العراقى، بينما اقتنعت الوكالة الدولية للطاقة الذرية بان تلك الاسلحة تستخدم لاغراض صناعية مسموح بها;  وبعد الحرب، شددت الوكالة الدولية للطاقة الذرية على المخاوف من الانتشار النووي، بينما ذكر تقرير دولفر استخدام المادة كخردة.  كما تم العثور على مختبرات أسلحة كيميائية محتملة تم بناؤها بعد غزو عام 2003، على ما يبدو من قبل قوات المتمردين.[77]
وفي 2 أغسطس 2004, صرح الرّئيس بوش "معرفة ما أعرفه اليوم أننا ما زلنا سنذهب إليه
العراق. القرار الذي اتخذته هو القرار الصحيح.  لقد أصبح العالم أفضل حالًا من دون وجود صدام حسين في السلطة".[78]

## صلات عراقية بمنظمات إرهابية
وإلى جانب ما يزعم العراق من تطوير أسلحة الدمار الشامل، هناك مبرر آخر لذلك
وكان الغزو هو الصلة المزعومة بين حكومة صدام حسين والمنظمات الإرهابية، ولا سيما القاعدة. [79] وبهذا المعنى، فإن إدارة بوش قد ألقت حرب العراق كجزء من الحرب الأوسع نطاقًا
الحرب على الإرهاب.  وفي 11 فبراير/شباط 2003، أدلى مدير مكتب التحقيقات الفيدرالي روبرت مولر بشهادته أمام الكونغرس بأن "سبع دول من الدول الراعية للإرهاب، وهي إيران والعراق وسوريا والسودان وليبيا وكوبا وشمال
كوريا—البقاء نشطين في الولايات المتحدة ومواصلة دعم الجماعات الإرهابية التي استهدفت الأميركيين".[35][36]
وكما هو الحال مع الحجة القائلة بأن العراق كان يقوم بتطوير أسلحة بيولوجية ونووية، فإن الأدلة التي تربط صدام
وقد فقد حسين والقاعدة العديد من وكالات المخابرات الأمريكية بعد غزو العراق مباشرة.[5]

### القاعدة
وفي تأكيد وجود صلة بين صدام حسين والقاعدة، ركزت إدارة بوش اهتمامها الخاص على العلاقات المزعومة بين صدام حسين والإرهابي الأردني أبو مصعب الزرقاوي، الذي
وقد وصف وزير الخارجية باول بأنه «متعاون لأسامة بن لادن».[79] وبعد بداية الحرب بقليل، ومع ذلك، فقد فقدت الأدلة على هذه العلاقات مصداقيتها من قبل وكالات مخابرات أمريكية متعددة، بما في ذلك وكالة الاستخبارات المركزية (CIA) ووكالة الاستخبارات الدفاعية ومكتب المفتش العام لوزارة الدفاع.  وفي مطلع أكتوبر/تشرين الأول 2004، لم يجد تقرير لوكالة الاستخبارات المركزية الأميركية «أي دليل واضح على إيواء العراق لأبي مصعب الزرقاوي».[80] وعلى نطاق أوسع، لخصت مجموعة كير التابعة لوكالة الاستخبارات المركزية في عام 2004 أنه على الرغم من «النهج العدواني المتعمد» في إجراء عمليات بحث شاملة ومتكررة عن مثل هذه الروابط... وعلى الرغم من هذه النتائج، استمر نائب الرئيس الأمريكي ديك تشيني في التأكيد على وجود صلة بين القاعدة وصدام حسين قبل غزو العراق في عام 2003، الذي أثار انتقادات من أعضاء مجتمع المخابرات وقاده
الديمقراطيون. [82] وفي وقت الغزو، كانت وزارة الخارجية قد أدرجت 45 دولة، بما في ذلك الولايات المتحدة حيث كان تنظيم القاعدة نشطًا.  العراق لم يكن واحدا منهم.[83]
وكان الافتقار النّهائيّ للدليل الذي يربط بين حكومة صدام حسين وتنظيم القاعدة قد دفع الكثير من منتقدي الحرب إلى الادعاء أن إدارة بوش قد اختلطت عن قصد مثل هذه العلاقات لتقوية قضيّة الغزو. [84] هذه الادعاءات كانت مدعومة بإصدار مذكرة الحكومة البريطانية في يوليو/تموز 2005، والتي كتب فيها ريتشارد ديرالحب (الذي كان آنذاك رئيسًا لجهاز الاستخبارات الخارجية البريطانية MI6) أن «المخابرات والحقائق كانت قد تم إصلاحها [من قبل الولايات المتحدة] حول سياسة» إبعاد صدام حسين عن السلطة. [65] بالإضافة إلى ذلك، في تقريره الصادر في أبريل/نيسان 2007، وجد المفتش العام بالوكالة توماس ف. جيمبل أن مكتب الخطط الخاصة التابع لوزارة الدفاع - والذي يديره وكيل وزارة الدفاع السابق دوغلاس ج. فيث، الحليف المقرب لنائب الرئيس ديك تشيني ووزير الدفاع دونالد رامسفيلد -
التلاعب المتعمد بالأدلة لتعزيز قضية الحرب. [5] كما سلط تقرير المفتش العام الضوء على دور أعضاء المؤتمر الوطني العراقي، وهي مجموعة يرأسها أحمد الجلبي، في
تقديم معلومات استخباراتية خاطئة عن العلاقات مع القاعدة لبناء الدعم للغزو الأمريكي.[85][86]

### منظمات إرهابية أخرى
وفي معرض تقديم حجتها لغزو العراق، أشارت إدارة بوش أيضًا إلى علاقات صدام حسين بالمنظّمات الإرهابيّة بخلاف القاعدة.  ولقد قدم صدّام حسين المساعدات المالية لأسر الفلسطينيين الذين قتلوا في الصراع ـ بما في ذلك ما قد يصل إلى 25 ألف دولار أميركي
عائلات الانتحاريين، الذين كان بعضهم يعمل مع منظمات مسلحة في الشرق الأوسط مثل حماس.[87]
وكان عبد الرحمن ياسين المشتبه به الذي اعتقل بعد وقت قصير من تفجيرات مركز التجارة العالمي الأميركي عام 1993 فر لدى إطلاق سراحه إلى العراق.  وبعد وقت قليل من إطلاق سراحه، اكتشف مكتب التّحقيق الفيدراليّ أدلة تربطه بتصنيع القنبلة.  بعد الغزو ترجمت الوثائق الرسمية للحكومة العراقية من العربية إلى
ووصف الإنجليز نظام صدام بأنه قدم مدفوعات شهرية لياسين أثناء إقامته في الولايات المتحدة.  ياسين مدرج على قائمة الإرهابيين المطلوبين لدى مكتب التحقيقات الفيدرالي، ولا يزال طليعا.[88][89]

## حقوق الإنسان
وقد ذكرت الولايات المتّحدة الأمم المتحدة في إدانة انتهاكات حقوق الإنسان التي ارتكبها صدام حسين كأحد الأسباب العديدة لغزو العراق.
ومع ضعف الدّليل الذي يدعم الادّعاءات الأمريكيّة والبريطانيّة بشأن أسلحة الدمار الشامل العراقيّة، بدأت إدارة بوش في التركيز أكثر على القضايا الأخرى التي تحدث عنها الكونجرس في إطار قرار العراق مثل انتهاكات حقوق الإنسان لحكومة صدام حسين كمبرر لها
التدخل العسكري. [90] إن حكومة صدام حسين تنتهك حقوق الإنسان لشعبها بشكل مستمر وعنيف ليس في شك. [91] أثناء حكمه الذي دام أكثر من عشرين عامًا، قام صدام حسين بتعذيب وقتل الآلاف من المواطنين العراقيين، بما في ذلك قتل الآلاف من الأكراد في شمال العراق خلال منتصف الثمانينيات، وقمع انتفاضة الشيعة والأكراد بشكل وحشي في أعقاب حرب الخليج عام 1991، وحملة قمعية ونزوح لعرب الاهوار منذ خمسة عشر عاما جنوب العراق.  وفي خطاب حالة الاتحاد لعام 2003, يذكر الرّئيس بوش ممارسات حكومة صدام للحصول على اعترافات بتعذيب الأطفال بينما يتم توجيه الآباء للمشاهدة والصدمة الكهربائيّة والحرق بالمكاوي الساخنة وحامض الجريان على الجلد والتشويه بتدريبات كهربائيّة وقطع الألسنة و
الاغتصاب.[92][93][94][95]
ولقد زعم العديد من المنتقدين، على الرغم من ذِكرها المتكرر في القرار المشترك، أن حقوق الإنسان لم تكن قط مبررًا رئيسيًا للحرب، وأنها لم تصبح بارزة إلا بعد أن فقدت الأدلة بشأن أسلحة الدمار الشامل وصلات صدّام حسين بالإرهاب مصداقيتها.  على سبيل المثال، أثناء جلسة استماع في التاسع والعشرين من يوليو/تموز 2003، عقدت لجنة العلاقات الخارجية في مجلس الشيوخ، ثم نائبة وزير الخارجية
وأمضى الدّفاع بول وولفويتز معظم شهادته في مناقشة سجل صدام حسين في مجال حقوق الإنسان، مما دفع عضو مجلس الشّيوخ لينكولن شافي (آر آي) إلى الشكوى من أنه خلال الأشهر التي سبقت الحرب كان هناك ضربة طبلة ثابتة لأسلحة الدّمار الشّامل وأسلحة الدّمار الشّامل وأسلحة الدمار الشامل
التدمير.  والوزير وولفويتز، في شهادتكم التي دامت ساعة تقريبا هنا صباح اليوم، مرة واحدة - لم تذكر أسلحة الدمار الشامل إلا مرة واحدة، وكان ذلك كذبا".[96]
كما أكدت جماعات بارزة في مجال حقوق الإنسان مثل هيومن رايتس ووتش ومنظمة العفو الدولية أنه حتى لو كانت المخاوف المتعلقة بحقوق الإنسان أساسًا منطقيًا للغزو، لما كان التدخل العسكري مبررًا لأسباب إنسانية.  وكما كتب كين روث من هيومن رايتس ووتش في عام 2004، على الرغم من سجل صدام حسين المروع في مجال حقوق الإنسان، «لم يكن القتل في العراق آنذاك ذا طبيعة استثنائية تبرر مثل هذا التدخل».[97]
وعلى نطاق أوسع، قال منتقدو الحرب أن الولايات المتّحدة وأوروبّا ساندت نظام صدام حسين خلال الثّمانينيّات، وهي فترة من أسوأ انتهاكات حقوق الإنسان الخاصة به، مما يلقي بظلال من الشك على صدق الادعاءات بأن التّدخّل العسكريّ كان للأغراض الإنسانيّة.  وتظهر الوثائق الصادرة عن أرشيف الأمن القوميّ في عام 2003 أن الولايات المتّحدة وأوروبّا قدّما دعمًا عسكريًا وماليًا كبيرًا أثناء الحرب العراقية الإيرانية مع العلم الكامل أن حكومة صدام حسين كانت تستخدم الأسلحة الكيميائيّة بانتظام على الجنود الإيرانيّين والمتمرّدين الأكراد.  وعلى هذا الأساس، أشار منتقدو استخدام حقوق الإنسان كمبرر منطقي، مثل أستاذ القانون بجامعة كولومبيا مايكل دورف، إلى أنه أثناء حملته الأولى للرئيس بوش كان انتقارًا للغاية لاستخدام الولايات المتحدة
القوة العسكرية لتحقيق غايات إنسانية. [98][99] آخرين تساءلوا عن سبب تبرير التدخل العسكري لأسباب إنسانية في العراق ولكن ليس في دول أخرى حيث انتهاكات حقوق الإنسان أكبر، مثل دارفور.[96]

### الأمم المتحدة
وفي نهاية المطاف، تتحمل الأمم المتحدة بموجب المادة الأولى من ميثاق الأمم المتحدة المسؤولية التالية: "تحقيق التعاون الدولي في حل المشاكل الدولية ذات الطابع الاقتصادي أو الاجتماعي أو الثقافي أو الإنساني، وفي تعزيز وتشجيع احترام حقوق الإنسان والحريات الأساسية للجميع دون تمييز بسبب العرق أو الجنس أو اللغة أو الدين. [100] بموجب ميثاق الأمم المتحدة المادة 39، تقع مسؤولية هذا التصميم على عاتق مجلس الأمن.[100]

### إنهاء العقوبات
وقد ذكر نائب الرّئيس الأمريكيّ ديك تشيني الذي وصف العقوبات بأنها «أكثر نظام للحد من الأسلحة تدخلًا في التّاريخ»,[101] انهيار العقوبات كسبب منطقي لحرب العراق. [102] قبول
[103] والتر راسل ميد جادل نيابة عن هذه الحرب كبديل أفضل من مواصلة نظام العقوبات، حيث "كل عام من الاحتواء هو حرب خليج جديدة".[104] ومع ذلك، يقول الخبير الاقتصادي مايكل سباغات "أن الادعاء بأن العقوبات هي السبب في ذلك
وقد تسبب في وفاة أكثر من نصف مليون طفل [كما كانت ادعاءات أسلحة الدمار الشامل] من المرجح أن تكون خاطئة للغاية".[105]

## النفط

### البيانات التي تشير إلى النفط كمبرر منطقي
في عام 2008، أصدر الرئيس بوش بيانا للتوقيع، وأعلن أنه سيتجاهل أي قانون يحظر استخدام الأموال الفيدرالية "لإنشاء أي منشأة أو قاعدة عسكرية لغرض النص على وضع القوات المسلحة الأمريكية في العراق بشكل دائم" أو "ممارسة سيطرة الولايات المتحدة على موارد العراق النفطية".[106] وفقا لما ورد في السابق الرئيس العراقي صدام حسين لم تكن الولايات المتحدة بحاجة لغزو العراق للسيطرة على النفط.  وقد أفادت النيويورك تايمز أنه في فبراير 2003, عرضت بغداد إعطاء الأولوية الأولى للولايات المتحدة لأنها تتعلق بحقوق النفط في العراق، كجزء من اتّفاقيّة لتجنّب غزو وشيك.  وقد أثارت هذه المبالغون إدارة بوش ولكن تم رفض ذلك في النهاية. [107] السبب الرئيسي لغزو العراق، وفقًا لما ذكره أولئك الذين حضروا اجتماعات مجلس الأمن القومي في عام 2002، كان "خلق
نموذج توضيحي" لردع أي شخص لديه الجرأة "لإخلال سلطة الولايات المتحدة" بأي شكل من الأشكال.[108]
وقال وزير خزانة بوش بول أونيل إن أول اجتماعين لمجلس الأمن القومي لبوش تضمان مناقشة غزو العراق.  وقد تم إعطاؤه مواد إعلامية بعنوان «خطّة عراق ما بعد صدام» التي تصوّرت قوّات حفظ السّلام ومحاكم جرائم الحرب وتصفية ثروة العراق النّفطيّة.  وكانت وثيقة للبنتاجون مؤرخة 5 مارس 2001 بعنوان «محررو أجانب لعقود حقول النفط العراقية»، وتضمنت خريطة للمناطق المحتملة للتنقيب.[109]
وفي يوليو/تموز 2003، قال وزير الخارجية البولندي فلودزيميرز سيموزيفيتش: «لم نخفي أبدا رغبتنا في أن تتمكن شركات النفط البولندية أخيرًا من الوصول إلى مصادر السلع الأساسية». وجاء هذا التصريح بعد أن وقعت مجموعة من الشركات البولندية للتو على اتفاق مع كيلوج وبراون وروت، شركة تابعة لشركة هاليبرتون.  وذكر سيموزيفيتش أن الوصول إلى حقول النفط العراقية «هو هدفنا النهائي».[110]
وقال أحد التقارير التي قدمها جريجوري بالاست مراسل بي بي سي نقلا عن "أشخاص مطلعين" لم تذكر أسماؤهم أن الولايات المتحدة "طلبت
بيع جميع حقول النفط العراقية"[111] والتخطيط لانقلاب في العراق قبل أيلول/سبتمبر بفترة طويلة
[111] كما زعم جريج بالاست مراسل بي بي سي أن "الخطة الجديدة وضعها المحافظون الجدد
النية على استخدام نفط العراق لتدمير منظمة الأوبك من خلال زيادة الإنتاج بشكل كبير فوق حصص أوبك"، [111] ولكن في الواقع انخفض إنتاج العراق من النفط بعد حرب العراق.[112]
تحدث في جامعة أمريكا الكاثوليكية كلية الحقوق في كولومبوس في عام 2008، تشاك هيجل، ال
ودافع وزير الدفاع الأمريكي السابق عن تعليقات جرينسبان بشأن النفط كدافع لغزو العراق: «يقول النّاس أننا لا نحارب من أجل النفط.  بالطبع نحن».[113] عام
وقال جون أبي زيد، قائد القيادة المركزية الأمريكية من 2003 حتّى 2007, عن حرب العراق أثناء اجتماع مائدة مستديرة
مناقشة في جامعة ستانفورد في عام 2008، «بالطبع حول النفط، إنه يدور حول النفط ولا يمكننا أن ننكر ذلك حقا».[114][115]
وقد ركز العديد من النقاد على العلاقة السابقة بين مسؤولي الإدارة وشركات قطاع الطاقة.  كان كل من جورج دبليو بوش وديك تشيني مديرين تنفيذيين سابقًا لشركات النفط والشركات المرتبطة بالنفط مثل أربوسو، وهاركن إنرجي، وسبكتروم 7، وهاليبرتون.  قبل غزو العراق عام 2003 وحتى قبل الحرب على الإرهاب، أثارت الإدارة القلق بشأن ما إذا كانت علاقات القطاع الخاص بأعضاء مجلس الوزراء (بما في ذلك مستشارة الأمن القومي كوندوليزا رايس، المدير السابق لشيفرون، ووزير التجارة دونالد إيفانز، الرّئيس السّابق لشركة توم براون المحدودة) سيؤثر على هؤلاء
الحكم على سياسة الطاقة.[116]
وقبل الحرب، كانت المخابرات الأمريكيّة المركزيّة تنظر إلى إنتاج النفط العراقي ومبيعات النفط غير المشروعة على أنها طريقة العراق الأساسيّة لتمويل زيادة قدرة أسلحة الدّمار الشّامل.  وقد جاء في الورقة البيضاء غير المصنفة في تشرين الأول/أكتوبر 2002 التي أعدتها وكالة الاستخبارات المركزية حول «برامج أسلحة الدمار الشامل العراقية»، في الصفحة 1 تحت عنوان «الأحكام الرئيسية، برامج أسلحة الدمار الشامل العراقية»، أن «قدرة العراق المتنامية على بيع النفط تزيد بشكل غير مشروع من قدرات بغداد على تمويل برامج أسلحة الدمار الشامل».[117]
شركة النفط الخاصة
ويحتفظ العراق بخمس أكبر احتياطي نفط مثبت في العالم يبلغ 141 مليار برميل (2.24 × 1010 م3)، [118] مع
ومن المتوقع أن تزيد عمليات الاستكشاف هذه عن 200 بليون برميل (3.2 × 1010 م3). [119] لـ
مقارنة، فنزويلًا، وهي أكبر مصدر للنفط مثبت في العالم، لديها 298 مليار برميل (4.74 × 1010 م3) من احتياطيات النفط المؤكدة.[118]
وقد أكدت منظمات مثل منتدى السياسات العالمية أن نفط العراق "هو السمة الرئيسية للمشهد السياسي" هناك، وأنه نتيجة لغزو العراق في عام 2003، وتتوقع الشركات "الصديقة" أن تحصل على معظم صفقات النفط المربحة التي ستبلغ مئات المليارات من الدولارات من الأرباح في العقود القادمة." ووفقا لجامبي إف، فإن النفوذ الأمريكي على دستور العراق لعام 2005 قد حقق
لا شك أنها «تحتوي على لغة تضمن دورًا رئيسيًا للشركات الأجنبية».[119][120]

#### الأهمية الاستراتيجية للنفط
إن النفط يفرض نفوذًا اقتصاديًا وسياسًا هائلًا في مختلف أنحاء العالم، رغم أن الخط الفاصل بين النفوذ السياسي والاقتصادي لا يختلف دومًا عن ذلك الخط.  إن أهمية النفط بالنسبة للأمن القومي لا تختلف عن أهمية أي سلعة أخرى:
إن الحرب الحديثة تعتمد بشكل خاص على النفط، لأن كل أنظمة الأسلحة تعتمد تقريبًا على الوقود القائم على النفط ـ الدبابات، والشاحنات، والمركبات المدرعة، وقطع المدفعية ذاتية الحركة، والطائرات، والسفن البحرية.  ولهذا السبب، تسعى الحكومات والموظف العام للدول القوية إلى ضمان الإمدادات الثابتة من النفط أثناء وقت الحرب، لإذكاء نيران القوات العسكرية المتعطشة إلى النفط في ساحات العمليات البعيدة المدى.  فمثل هذه الحكومات تنظر إلى المصالح العالمية لشركاتها باعتبارها مرادفًا للمصالح الوطنية، وهي تدعم بسهولة جهود شركاتها الرامية إلى السيطرة على مصادر الإنتاج الجديدة، وإغراق المنافسين الأجانب، واكتساب خطوط الأنابيب الأكثر ملاءمة وغير ذلك
قنوات النقل والتوزيع.[121]
خريطة العالم لاحتياطيات نفطية مؤكدة (CIA- The World Factbook, 2009).
ويؤكد منتقدو حرب العراق أن المسئولين الأمريكيين والممثلين من القطاع الخاص كانوا يخططون فقط لهذا النوع من العلاقات المتبادلة المساندة منذ عام 2001، عندما قام معهد جيمس بيكر الثالث للسياسة العامة ومجلس العلاقات الخارجية بإنتاج «سياسة الطاقة الإستراتيجية: التحديات للقرن الحادى والعشرين».  أوصى التقرير بمراجعة شاملة للسياسة الأمريكيّة العسكريّة والطاقة والاقتصاد والسّياسيّة تجاه العراق مع
الهدف من هذا يتلخص في تخفيض معاداة الولايات المتحدة في الشرق الأوسط وأماكن أخرى من العالم، ووضع الأسس اللازمة لذلك
وفي نهاية المطاف، خفف قيود الاستثمار في حقول النفط العراقية".[122] وكانت لهجة التقرير العاجلة تتناقض مع الخطاب الهادئ نسبيًا الذي ألقاه المدير التنفيذي لشركة شيفرون كينيث ت. دير والذي أعطى نادي كومنولث كاليفورنيا قبل عامين، قبل أزمة الكهرباء في كاليفورنيا، حيث قال:
قد يفاجئك أن تعلم أنه على الرغم من أن العراق يمتلك احتياطيات ضخمة من النفط والغاز
أود أن أتمكن شيفرون من الوصول إلى الاحتياطات - أوافق تمامًا على العقوبات التي فرضتها على العراق.[123]

#### النفط والعلاقات الخارجية
وأظهرت استطلاعات الرأي التي أجريت في الأردن والمغرب وباكستان وتركيا بعد غزو العراق أن الأغلبية في كل بلد تميل إلى «التشكيك في صدق الحرب على الإرهاب»
وصف بدلا من ذلك بأنه «جهد للسيطرة على نفط الشرق الأوسط والسيطرة على العالم».[124] على الرغم من ذلك هناك
كان هناك خلاف حول المكان الذي تنشأ فيه الإرادة المزعومة للسيطرة والسيطرة، وقد أشار المتشككون في الحرب على الإرهاب في وقت مبكر[125] وفي كثير من الأحيان [126] إلى مشروع القرن الأمريكي الجديد، أ
مركز فكر المحافظين الجدد الذي أنشأه ويليام كريستول وروبرت كاجان في عام 1997.  وقد أوضحت المنظمة موقفها بشأن النفط، والإقليم، واستخدام القوة في سلسلة من المنشورات، بما في ذلك:
رسالة موجهة إلى الرئيس بيل كلينتون في عام 1998:
ولا حاجة إلى أن يضاف إلى ذلك أنه إذا ما اكتسب صدام القدرة على تسليم أسلحة الدمار الشامل، كما يكاد يكون من المؤكد أن يفعل إذا واصلنا على المسار الحالي، سلامة القوات الأمريكية في المنطقة، ومن بين أصدقائنا وحلفائنا مثل إسرائيل والدول العربية المعتدلة، فضلًا عن ذلك فإن قسمًا كبيرًا من إمدادات العالم من النفط سوف يصبح في خطر. [...] الاستراتيجية الوحيدة المقبولة هي الاستراتيجية التي تلغي إمكانية أن يتمكن العراق من استخدام أسلحة الدمار الشامل أو التهديد باستخدامها.  وفي المدى القريب، يعني هذا الاستعداد للقيام بعمل عسكري لأن الدبلوماسية تفشل بوضوح.[127]
تقرير أيلول/سبتمبر 2000 عن السياسة الخارجية:
«تمثل القوات الأمريكية، إلى جانب الوحدات البريطانية والفرنسية، التزام الولايات المتحدة وحلفائها الرئيسيين على المدى الطويل بمنطقة ذات أهمية حيوية.  والواقع أن الولايات المتحدة سعت لعقود من الزمان إلى الاضطلاع بدور أكثر دوامًا في الأمن الإقليمي في الخليج.  وفي حين أن الصراع الذي لم يحسم مع العراق يقدم المبرر الفوري، فإن الحاجة إلى وجود قوة أمريكية كبيرة في الخليج تتجاوز مسألة نظام صدام حسين».[128]
نداء أيار/مايو 2001 من أجل «تحرير العراق»:
وقد حاول صدام مرتين منذ عام 1980 الهيمنة على الشرق الأوسط بشن حروب ضده
الجيران الذين كان يمكنهم أن يضعوه سيطرة على ثروة المنطقة النفطية وهوية العالم العربي.[129]
في عام 2004:
وكان طموحه الواضح الذي لا يتزعزع، الذي تغذيه طموح وتصرف على مدى ثلاثة عقود من الزمان، هو الهيمنة على الشرق الأوسط، على الصعيدين الاقتصادي والعسكري، من خلال المحاولة
الحصول على نصيب الأسد من نفط المنطقة وترهيب أو تدمير أي شخص يقف في طريقه.  وهذا أيضًا كان سببًا كافيًا لإبعاده عن السلطة.[130]
ومن بين 18 دولة موقعة على خطاب اللجنة ، يشغل 11 منها بعد ذلك مناصب في إدارة الرئيس بوش : إليوت أبرامز ، وريتشارد أرميتاج ، وجون ر. بولتون ، وبولا دوبريانسكى ، وفرانسيس فوكوياما ، وزلماي خليل زاد ، وريتشارد بيرل ، وبيتر دبليو رودمان ، ودونالد رامسفيلد ، وبول وولفويتز ، وروبرت بى
زوليك. [127] وكان المسؤولون في الإدارة ديك تشيني، وإليوت كوهين، ولويس ليبي، قد وقعوا على «بيان المبادئ» الصادر عن اللجنة عام 1997.[131]

#### ولفويتز كابال
بعد الغزو الأمريكي لأفغانستان مباشرة، أبلغ مراقب لندن،[132] والجارديان [132] عن خطط لغزو العراق والاستيلاء على احتياطياته النفطية حول البصرة واستخدام العائدات لتمويل المعارضة العراقية في
الجنوب والشمال. وفي وقت لاحق نفت المخابرات الأميركية هذه المزاعم بأنها غير معقولة وأنها لا تخطط لضرب العراق. [132] في 14 أكتوبر/تشرين الأول 2001، أفادت صحيفة الغارديان بما يلي:
"الجماعة التي يشير إليها البعض في وزارة الخارجيّة وفي الكونجرس باسم "عصابة وولفويتز", بعد نائب وزير الدّفاع بول وولفويتز، كان قد وضع يوم أمس الأساس لاستراتيجية تهدف إلى استخدام الدعم الجوي واحتلال جنوب العراق مع القوات البرية الأمريكية لتشكيل جماعة معارضة عراقية مقرها لندن على رأس حكومة جديدة.  وبموجب هذه الخطة، سوف تستولي القوات الأميركية على الولايات المتحدة أيضًا
حقول النفط حول البصرة، جنوب شرق العراق، وبيع النفط لتمويل المعارضة العراقية في الجنوب والأكراد في الشمال، على حد قول أحد كبار المسؤولين".

### حرب البترودولار
ومنذ تأسيس المؤسسات المالية لنظام بريتون وودز في عام 1944، استخدم الدولار الأميركي كعملة احتياطية عالمية، وسمح لحكومة الولايات المتحدة بالعمل بعجز ذي عواقب محدودة.  بعد سنوات من العجز في الإنفاق انتهت صدمة نيكسون في عام 1971
فقد كانت قابلية تحويل الدولار الأميركي إلى ذهب، وبعد أن تركها تعويم الدولار الأميركي في عام 1973 غير مدعومة بسعر صرف ثابت، كانت الولايات المتحدة في احتياج إلى نظام نقدي آخر لجلب الاستقرار إلى الأسواق. [134]
حقق ذلك عندما وافقت المملكة العربية السعودية في عام 1974 على تسعير نفطها بالدولار الأمريكي فقط مقابل المعدات العسكرية والحماية[135].
وبحلول عام 1975، وافقت كل الدول المنتجة للنفط في منظمة الدول المصدرة للنفط (اوبك) على تسعير نفطها بالدولار والاستثمار
فائض عائدات النفط في سندات الدين الحكومية الأمريكية مقابل عروض مماثلة من الولايات المتحدة[136]
ولكن بحلول منتصف عام 2000، كانت المنافذ الإخبارية تحمل مقالات عن جهود صدام لبيع النفط في الأسواق باليورو فقط.[137][138]
وقد ربط العديد من المعلقين الذين كتبوا في وقت واحد مع تراكم الغزو [139][140][141] بين إعادة تسمية العراق للنفط في نوفمبر 2000 من الدولار إلى اليورو وإمكانية تبني اليورو على نطاق أوسع كمعيار لتسعير النفط وبين المخاطرة التي قد تضعها على استخدام ما بعد بريتون وودز الدولار الأمريكي كعملة احتياطية دولية وتأثير ذلك على الولايات المتحدة
الاقتصاد، ونظروا إلى أن إحدى الذرائع الرئيسة للحرب في العراق هو إجبار العراق على العودة إلى تسعير نفطه بالدولار الأمريكي.  في أعقاب الغزو، وافق عليه معلقون آخرون[142][134]
وكرر ملاحظات سابقة حول تهديدات مماثلة من قبل (والى) فنزويلا وسوريا وإيران.

### البيانات ضد النفط كمبرر منطقي
وفي عام 2002, وردا على سؤال عن حقول النفط التي لا يمكن أن تكون لها تطلعات، قال جورج بوش "هذه هي الانطباعات الخاطئة.  لدي رغبة عميقة في السلام.  هذا ما لدي رغبة فيه. وحرية الشعب العراقى.  انظر، أنا لا أحب النظام الذي يتعرض فيه الناس للقمع من خلال التعذيب والقتل من أجل البقاء
دكتاتور في مكانه.  وهذا يعاني من متاعب عميقة.  ولذلك يجب على الشعب العراقي أن يسمع هذا الصوت الصاخب والواضح، وأن هذا البلد ليس لديه أي نية لقهر أي شخص". [143]
وذكر تونى بلير بان النظرية القائلة بان غزو العراق كان «له علاقة بالنفط» كانت «نظرية مؤامرة»;  «اسمحوا لي أولا أن أتعامل مع نظرية المؤامرة بأن هذا يتعلق على نحو ما بالنفط... والسبب نفسه وراء اتخاذ الإجراءات التي نقوم بها لا علاقة له بالنفط أو بأي من نظريات المؤامرة الأخرى المطروحة».[144]
وقد استبعد رئيس الوزراء الأسترالي جون هوارد في مناسبات عديدة دور النفط في
غزو العراق: «لم نذهب إلى هناك بسبب النفط ولم نبقى هناك بسبب النفط».[145] في وقت مبكر
2003 قال جون هاورد: «ليس هناك انتقاد أكثر شناعة من الادعاء بأن سلوك الولايات المتحدة مدفوعًا بالرغبة في السيطرة على احتياطيات العراق من النفط».[146]
عام 2008 اضطر المرشح الجمهوري للرئاسة جون ماكين إلى توضيح تعليقاته التي تشير إلى أن حرب العراق تضمنت اعتماد الولايات المتحدة على النفط الأجنبي. وقال ماكين "أصدقائي سأستعرض سياسة طاقة سنتحدث عنها، والتي ستزيل اعتمادنا على النفط من الشّرق الأوسط الذي سيمنعنا من أن نرسل شبابنا ونساءنا إلى النزاع مرة أخرى في الشّرق الأوسط".  ولتوضيح تعليقاته، أوضح ماكين أن كلمة "مرة أخرى" قد أسيء تفسيرها، وأريد أن نزيل اعتمادنا على النفط الأجنبي لأسباب تتعلق بالأمن القومي، وهذا كل ما أعنيه."[147]
ويقول الباحث جيف كولجان إنه «حتى بعد سنوات من حرب العراق عام 2003، لا يزال هناك إجماع على الدرجة التي لعب بها النفط دورا في تلك الحرب».[148]

## مكافحة الإرهاب
وبالإضافة إلى الادعاء بأن حكومة صدام حسين لها علاقات بالقاعدة، فقد دعت إدارة بوش ومؤيّدو الحرب الآخرين إلى استمرار التورط في العراق كوسيلة
لمكافحة الإرهاب.  وأشار الرئيس بوش باستمرار إلى حرب العراق باعتبارها «الجبهة المركزية في الحرب على الإرهاب».[149]
وعلى النقيض من هذا المنطق، يزعم عدد قليل من خبراء الاستخبارات أن حرب العراق كانت سببًا في زيادة الإرهاب بالفعل، حتى برغم أن الولايات المتحدة لم ترتكب أي أعمال إرهابية. وخلص المعهد الدولي المحافظ للدراسات الاستراتيجية في لندن في عام 2004 إلى أن احتلال العراق أصبح «ذريعة تجنيد عالمية قوية» للجهاديين وأن الغزو «دفع» القاعدة و«ألهم على نحو شاذ عنف المتمردين» هناك. [150] وقد دعا خبير مكافحة الإرهاب روهان غوناراتنا
وغزو العراق "خطأ فادح" أدى إلى زيادة كبيرة في الإرهاب في الشرق الأوسط.[151] وخلص مجلس الاستخبارات الوطني الأميركي في تقرير صدر في يناير/كانون الثاني 2005 إلى أن الحرب في العراق أصبحت أرضًا خصبة لجيل جديد من الإرهابيين؛  وقال ديفيد بي. لو، ضابط المخابرات الوطني للتهديدات عبر الوطنية، إن التقرير خلص إلى أن الحرب في العراق زودت الإرهابيين بـ "أرض تدريب، أرض تجنيد، فرصة لتعزيز المهارات التقنية...
في ظل أفضل السيناريوهات، وبمرور الوقت، فإن احتمالات عودة بعض الجهاديين الذين لا يقتلون هناك إلى ديارهم، إلى ديارهم، أينما وجدوا، ومن ثم سيتفرق إلى مختلف البلدان الأخرى." وقال رئيس المجلس روبرت ل. هوتشينغز "إن العراق في الوقت الراهن مغناطيس للنشاط الإرهابي الدولي".[152] وتقديرات الاستخبارات الوطنية لعام 2006، الذي حدد الحكم الذي تم النظر فيه من قبل جميع وكالات المخابرات الأمريكية الـ 16، اعتبر أن "الصراع في العراق أصبح "قضية احتفالية" للجهاديين، ويولد استياء عميقا من تورط الولايات المتحدة في العالم الإسلامي ويزرع مؤيدي الحركة الجهادية العالمية".[153]
كما استشهد زعماء القاعدة علنًا بحرب العراق باعتبارها نعمة لجهودهم في التجنيد والتشغيل، الأمر الذي وفر للجهاديين في مختلف أنحاء العالم الدليل على أن أميركا في حالة حرب مع الإسلام، وأرض التدريب لجيل جديد من الجهاديين لممارسة الهجمات على القوات الأميركية.  وفي أكتوبر 2003, أعلن أسامة بن لادن: "كن سعيدًا بالأخبار السارة: أمريكا غارقة في مستنقعات دجلة و
الفرات.  بوش، من خلال العراق ونفطه، فريسة سهلة.  هنا هو الآن، الحمد لله، في وضع محرج وهنا أمريكا اليوم تُخرب أمام أعين العالم أجمع."[154] مردّدا هذا
وكان قائد القاعدة سيف العدل قد شمع من الحرب في العراق، مشيرا إلى أن "الأميركيين
[155] رسالة يعتقد أنها من زعيم القاعدة عطية عبد الرحمن عثر عليها في العراق بين الأنقاض حيث قتل الزرقاوي وأفرج عنه من قبل القوات المسلحة الأمريكية في
وفي أكتوبر/تشرين الأول 2006، أشار إلى أن القاعدة تنظر إلى الحرب باعتبارها مفيدة لأهدافها: «أهم شيء هو أن الجهاد مستمر بصمود... بل إن إطالة أمد الحرب في مصلحتنا».[156]

## مسوغات أخرى

### جلب الديمقراطية إلى الشرق الأوسط
أحد الأسس المنطقية التي استخدمتها إدارة بوش بشكل دوري أثناء فترة الإعداد للعراق
الحرب هي أن عزل صدام حسين وإقامة حكومة ديمقراطية في العراق من شأنه أن يعزز الديمقراطية في دول أخرى في الشرق الأوسط. [157][158] كما تعلن الولايات المتحدة أن الممالك
فالأردن والمملكة العربية السعودية والمؤسسة العسكرية التي حكمت باكستان حلفاء لأميركا، على الرغم من انتهاكات حقوق الإنسان وتخريب الديمقراطية المنسوبة إليهم على التوالي.  وكما قال نائب الرّئيس ديك تشيني في خطاب أغسطس 2002 أمام المؤتمر السّنويّ للمحاربين القدماء للحروب الأجنبيّة، "عندما يكون ذلك هو الأكثر خطورة
ومن التهديدات التي يتم القضاء عليها، سيكون للشعوب المحبة للحرية في المنطقة فرصة لتعزيز القيم التي يمكن أن تجلب السلام الدائم".[159] وفي خطاب يوم المحاربين القدماء لعام 2003، قال الرئيس بوش:[160]
إن مهمتنا في العراق وأفغانستان واضحة لأعضاء خدمتنا - وهي واضحة لأعدائنا.  فرجالنا ونساؤنا يكافحون من أجل تأمين حرية أكثر من 50 مليون شخص عاشوا مؤخرا تحت أقسى دكتاتورين على الأرض.  إن رجالنا ونساءنا يكافحون من أجل مساعدة الديمقراطية والسلام والعدالة على النهوض في منطقة مضطربة وعنيفة.  إن رجالنا ونساءنا يقاتلون أعداء الإرهاب على بعد آلاف الأميال في قلب مركز قوتهم، حتى لا نواجه هؤلاء الأعداء في قلب أميركا.

### إقامة وجود عسكري طويل الأمد في الشرق الأوسط
وقد شبه الجنرال الأمريكي جاي جارنر، الذي كان مسئولا عن التخطيط وإدارة إعادة البناء بعد الحرب في العراق، الاحتلال الأمريكي للعراق بالنموذج الفلبيني في مقابلة عام 2004 في الجريدة القوميّة: "انظروا إلى الفلبّين في بداية القرن العشرين: لقد كانوا محطة لصيد الحيتان للبحرية، الأمر الذي سمح لنا بالاحتفاظ بحضور عظيم في منطقة الباسيفيكي.  هذا هو ما ستكون عليه العراق في المرحلة القادمة
عقود قليلة: محطتنا لصيد الحيتان التي تعطينا حضورا كبيرا في الشرق الأوسط"، "أحد أهم الأشياء التي يمكننا القيام بها الآن هو البدء في تأسيس الحقوق مع (السلطات العراقية)"، "آمل
هم هناك وقت طويلة… وأعتقد أننا سنتمتع بحقوق في الشمال وبإقامة الحقوق في الجنوب
وأضاف جارنر «نريد أن نبقي على لواء على الأقل».[161]
كما ذكر تقرير مجلس النواب المصاحب لتشريع الإنفاق الطارئ أن الأموال كانت «ذات حجم يرتبط عادة بالقواعد الدائمة».[162]

### الإلهام الإلهي
وقال نبيل شعث لبي بي سي إنه طبقا لدقائق من مؤتمر مع الزعيم الفلسطيني محمود عباس، قال بوش "ألهمني الله ضرب القاعدة، ولذلك ضربته. ولقد كان لدي الإلهام الذي استلهمت [163] وقدمت صحيفة هاآرتس ترجمة مماثلة للدقائق.  عندما يكون المستعرب في وقد ترجمت صحيفة واشنطن بوست نفس النص، وقيل إن بوش أشار إلى أن الله ألهمه إلى «إنهاء الطغيان في العراق» بدلا من ذلك.[164]
وفي مقابلة أجريت في عام 2003، أكد جاك شيراك، رئيس فرنسا آنذاك، أن الرئيس جورج دبليو بوش طلب منه إرسال قوات إلى العراق لوقف جوج وماجوج، «عملاء الإنجيل القساطريين». وقد ناشد الزعيم الأمريكي «إيمانهم المشترك» (المسيحية) وقال له: «إن» جوج وماجوج يعملان في الشرق الأوسط... النبوءات الكتابية هي الآن تم.... هذا المجابهةِ يَكُونُ من قبل الله، الذي يَريدُ أَنْ يَستخدموا هذا الصراعِ أَنْ يُمحي شعبه الأعداء قبل العصر الجديد يبدأ."[165][166][167]

### مؤامرات مزعومة للمخابرات العراقية
ويزعم ديفيد هاريسون في البرقية أنه عثر على وثائق سرية تهدف إلى إظهار الرئيس الروسي فلاديمير بوتن وهو يعرض استخدام القتلة على نظام صدام العراقي لقتل أهداف غربية 27 نوفمبر 2000.[168]

#### مزاعم عن وجود صلات إرهابية
في 12 أكتوبر 2002، كتب نوسماكس أن مراسل سي إن إس نيوز جيف جونسون أفاد أن السناتور الأمريكي سبيكتور أراد تحقيق في علاقة تفجير أوكلاهوما سيتي بالعراق بعد تلقي 22 إقرارا من قبل سكّان أوكلاهوما يعرّفون على 8 رجال من الشّرق الأوسط، من بينهم حارس جمهوريّ عراقيّ سابق (حسين الحسيني) من مراسل تليفزيون قوة كوسوفو السّابق جاينا ديفيز. [169] كانت جينا ديفيز قد نظرت في الروابط المزعومة بين تفجير أوكلاهوما سيتي، العراق، والقاعدة.[170]
وكان عبد الرحمن ياسين المشتبه به الذي اعتقل بعد وقت قصير من تفجيرات مركز التجارة العالمي الأميركي عام 1993 فر لدى إطلاق سراحه إلى العراق.  وبعد وقت قليل من إطلاق سراحه، اكتشف مكتب التّحقيق الفيدراليّ أدلة تربطه بتصنيع القنبلة.  بعد الغزو ترجمت الوثائق الرسمية للحكومة العراقية من العربية إلى ووصف الإنجليز نظام صدام بأنه قدم مدفوعات شهرية لياسين أثناء إقامته في الولايات المتحدة.  ياسين مدرج على قائمة الإرهابيين المطلوبين لدى مكتب التحقيقات الفيدرالي، ولا يزال طليعا.[88][89]
جون لومبيكن، كاتب أسوشيتد برس، يعزز التّصريحات التي أدلى بها نائب الرّئيس تشيني بخصوص قصف مركز التّجارة العالميّ 1993 والعراق.  وأشار تشيني إلى أن حكومة صدام العراقية ادعت وجود ياسين الهارب من مكتب التحقيقات الفدرالي، وهو مشارك مزعوم في خلط المواد الكيميائية التي تصنع القنبلة التي استخدمت في هجوم مركز التجارة العالمي عام 1993، في سجن عراقي.  وأثناء المفاوضات التي جرت في الأسابيع السابقة لغزو العراق، رفض صدام تسليمه.[170]
وزعمت فوكس نيوز أن الأدلة التي عثر عليها في العراق بعد الغزو استخدمت لوقف محاولة اغتيال السفير الباكستاني في نيويورك بصاروخ أطلق من الكتف.[171]
وقد ادعى مسئولو الحكومة الأمريكيّة أنه بعد الغزو، أوقف كل من اليمن والأردن الهجمات الإرهابيّة العراقيّة ضدّ أهداف غربيّة في تلك الدّول. كما حذرت المخابرات الأمريكية 10 دول أخرى من أن مجموعات صغيرة من عملاء المخابرات العراقية ربما تكون على أعد هجمات مماثلة.[172]
وبعد أزمة الرهائن في مدرسة بيسلان، تم استرداد مخططات المدارس العامة وخطط الأزمات على قرص تم استرداده أثناء غارة عراقيّة وأثارت مخاوف في الولايات المتّحدة.  وكانت المعلومات على الأقراص "متاحة للجميع على الإنترنت" وقال المسئولون الأمريكيّون أنه من غير الواضح من قام بتنزيل المعلومات وشددوا على أنه لا يوجد دليل على وجود أي تهديدات محددة تتعلق بالمدارس."[173]

#### الضغط على المملكة العربية السعودية
وجاءت العمليات في العراق نتيجة لمحاولة الولايات المتحدة الضغط على السعودية.  وكان جزء كبير من تمويل القاعدة من مصادر في المملكة العربية السعودية عبر القنوات التي خرجت من الحرب الأفغانية.  وكانت الولايات المتحدة، التي كانت ترغب في وقف هذا الدعم المالي، قد ضغطت على القيادة السعودية للتعاون مع الغرب. ورفض السعوديون الذين كانوا في السلطة خشية حدوث ردة فعل إسلامية عنيفة إذا تعاونوا مع الولايات المتحدة مما قد يدفعهم من السلطة.  ولممارسة الضغط على المملكة العربية السعودية من أجل التعاون، تم تصور غزو العراق.  وعلى هذا فإن مثل هذا العمل من شأنه أن يبرهن على قوة المؤسسة العسكرية الأميركية القوات بالقرب من المملكة العربية السعودية، وتبرهن على أن الولايات المتحدة لا تحتاج إلى حلفاء سعوديين لعرض نفسها في الشرق الأوسط.[174]

## انتقادات للمنطق وراء حرب العراق
```
وعلى الرغم من هذه الجهود الرامية إلى التأثير على الرأي العام، فقد رأى البعض أن غزو العراق كان من بينهم كوفي أنان،[175] الأمين العام للأمم المتحدة، اللورد غولدسميث، المدعي العام البريطاني،[176] وهيومن رايتس ووتش[177] باعتباره انتهاكًا للقانون الدولي،[178] مخالفًا لميثاق الأمم المتحدة (انظر شرعية غزو العراق في عام 2003) خاصة أن الولايات المتّحدة فشلت في تأمين دعم الأمم المتّحدة لغزو العراق.  وفي 41 دولة لم تؤيد أغلبية السكان غزو العراق بدون موافقة الأمم المتّحدة وقال نصفهم أنه لا ينبغي أن يحدث الغزو تحت أي ظرف من الظروف. [179] في الولايات المتحدة، 73 وقد أيدت نسبة من الولايات المتّحدة الغزو. [179] ولبناء الدعم الدولي، شكلت الولايات المتحدة «تحالفا للراغبين» مع المملكة المتحدة وإيطاليا وبولندا وأستراليا وعدة دول أخرى دول رغم أغلبية المواطنين في هذه الدول المعارضة للغزو. [179] وقعت احتجاجات ضخمة على الحرب في الولايات المتحدة وأماكن أخرى. [180][181][182] وقت الغزو، لجنة الأمم المتحدة للرصد والتحقق والتفتيش
```

وقد أمرت الامم المتحدة المفتشين.  وطلب المفتشون مزيدا من الوقت لان «نزع السلاح، والتحقق بأي حال من الأحوال، لا يمكن أن يكون فوريا».[183][184]
وبعد الغزو لم يعثر على أي مخزونات من أسلحة الدمار الشامل، على الرغم من وجود حوالي 500
تم تجميع الذخائر الكيميائية المهجورة، التي تم تحصيلها في الغالب، والتي بقيت من حرب العراق وإيران، من جميع أنحاء البلاد. [185][186] أبرز شأن كيلي محاولة محتملة من قبل البريطانيين
الحكومة لتغطّي التلفيقات في المخابرات البريطانيّة، والتي كان الكشف عنها قد يقوض ذرائع رئيس الوزراء للمشاركة في الحرب.  لم تجد لجنة اختيار مجلس الشيوخ الأمريكي للمخابرات أيّ دليل كبير على العلاقات الشهيرة بين العراق والقاعدة. [187] ومنذ ذلك الحين اعترف الرئيس جورج دبليو بوش بأن «الكثير من المعلومات الاستخباراتية تبين أنها خاطئة». [188][189][190] على الرغم من أن العراق قام بالبحث عن أدلة على وجود أسلحة دمار شامل وقالت مجموعة المسح، في تقريرها النهائي في سبتمبر/أيلول 2004، "في حين تم اكتشاف عدد قليل من الذخائر الكيميائية القديمة المهجورة، فإن فريق دعم الحكم في العراق يقرر أن العراق قام من جانب واحد بتدمير الذخائر غير المعلنة مخزون الأسلحة الكيميائية في عام 1991.  ولا توجد مؤشرات موثوقة على أن بغداد استأنفت إنتاج الذخائر الكيميائية بعد ذلك، وهي سياسة يعزو إليها رغبة بغداد في رفع الجزاءات أو جعلها غير فعالة، أو خوفها من القوة ضدها في حال اكتشاف أسلحة الدمار الشامل«.[191] وفي إضافة التقرير إلى التقرير في مارس/آذار 2005، ذهب المستشار الخاص إلى القول بأن» مجموعة الدول المستقلة تقدر أن العراق وقوات التحالف ستواصل اكتشاف أعداد صغيرة من الأسلحة الكيميائية المتدهورة، الذي أساء النظام السابق وضعه أو دمره بصورة غير سليمة قبل عام 1991.  ويعتقد الفريق أن معظم هذه الأسلحة قد تم التخلي عنها ونساها وخسرها على الأرجح أثناء الحرب الإيرانية العراقية لأن عشرات الآلاف من الذخائر من طراز سي دبليو قد تم نشرها على طول جبهات القتال سريعة التغير بشكل متكرر.«[192] (للمقارنة، وقد اشتهرت وزارة الدفاع الأمريكية نفسها بعدم قدرتها في عام 1998 على الإبلاغ عن مكان وجود»56 طائرة و32 دبابة و36 وحدة إطلاق قيادة من طراز «جافيلين»).[193]